# Spominski znak Poveljnik specialne brigade MORiS 1991
Spominski znak Poveljnik specialne brigade MORiS 1991 je spominski znak Slovenske vojske, ki je podeljen poveljniku 1. specialne brigade MORiS med slovensko osamosvojitveno vojno leta 1991.

## Opis
Spominski znak je krožne oblike, tvori ga venec lipovih listov, ki v zgornjem delu prehaja v simboliziran Triglav. V ozadju sta dve prekrižani puški. V sredini znaka so trije pokončno stoječi meči. Prostor med puškinima kopitoma je povezan. V njem je napis 1991 POVELJNIK SPECIALNE BRIGADE MORiS. Znak je bele barve, lipovi listi so zeleni, napis ima temno modro podlago. Puški, meči, napis in obroba so v zlati barvi.

## Nadomestne oznake
Nadomestna oznaka je temno modre barve z miniaturnim znakom.

## Nosilci
Edini nosilec tega znaka je Anton Krkovič (podeljen 23. junija 1998).